# Affaire Hamraoui

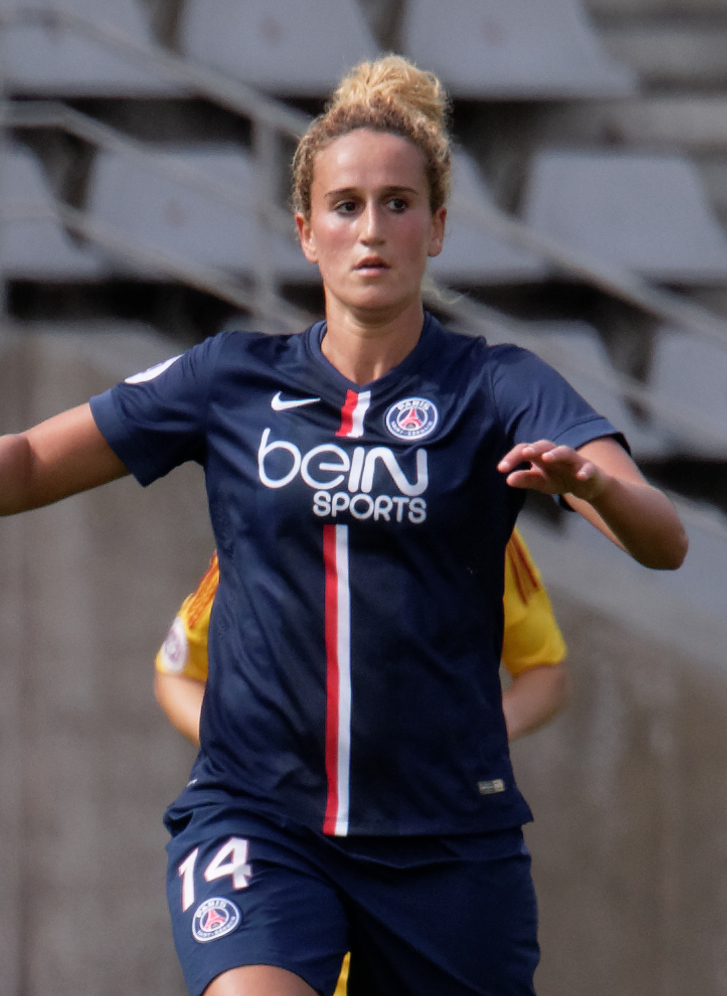
Kheira Hamraoui, Match PSG- Rodez, 3 Mai 2015

L'affaire Hamraoui est une affaire criminelle faisant suite au guet-apens et à l'agression de la footballeuse française Kheira Hamraoui en novembre 2021 en région parisienne. Les principaux intéressés sont Kheira Hamraoui, Aminata Diallo et le conseiller sportif César Mavacala. Les investigations ont mené vers d'autres enquêtes impliquant des joueuses et joueurs de football, le club féminin du Paris Saint-Germain, l'équipe de France féminine ainsi que des journalistes et des entraineurs. 
Les enquêtes ont mis en avant des dysfonctionnements graves dans le recrutement des joueuses de football, et l'existence de tensions ethniques au sein du club parisien,.

## Déroulement de l'affaire
Le 4 novembre 2021, alors qu'elle est raccompagnée chez elle en voiture par sa coéquipière Aminata Diallo, Kheira Hamraoui tombe dans un guet-apens et est extraite du véhicule par deux personnes cagoulées. Elle est ensuite frappée à coup de barre de fer sur les jambes, ce qui la privera des terrains pendant un moment.
Le 10 novembre 2021, Aminata Diallo est arrêtée pour être interrogée par la police. Elle est soupçonnée d'avoir tenu un rôle similaire à celui de Tonya Harding dans une affaire de rivalité sportive. Libérée, elle prétendra plus tard que son arrestation avait un caractère raciste car elle est une « femme noire ». Elle recevra le soutien d'Assa Traoré sur Instagram.
L'enquête et les médias s'orienteront pendant un temps sur une relation amoureuse passée entre Hamraoui et Éric Abidal. Selon le témoignage des deux joueuses, les deux agresseurs ont dit à Hamraoui : « Alors comme ça, on couche avec des hommes mariés ? » Le 19 novembre 2021, la femme d'Éric Abidal  demande le divorce,. Les enquêteurs s'intéressent également à des appels anonymes qu'auraient reçu trois joueuses parisiennes lors d'un rassemblement de l'équipe de France en octobre 2021, avant l'agression : Grace Geyoro, Marie-Antoinette Katoto et Sakina Karchaoui. Les enquêteurs acquièrent la certitude qu'Ahmed D., surnommé « Jaja » et qui purge une peine de prison à Lyon, a contacté ces joueuses, se prétendant être un homme marié qui aurait eu une relation dans le passé avec Kheira Hamraoui. Il affirme que sa vie aurait été « brisée » et qu'il voudrait se venger de la joueuse. La source judiciaire qui répercute ces informations présente le corbeau comme étant une  « connaissance » d'Aminata Diallo. La source judiciaire indique que « la piste d'une vengeance liée à une relation intime a été explorée et rapidement abandonnée »,,.
Le 22 février 2022, l'affaire s'envenime sur fond de tensions communautaires. Lors d'un match de l'équipe de France, Kadidiatou Diani et Marie-Antoinette Katoto, toutes deux de descendance sub-saharienne, apportent leur soutien à Aminata Diallo en célébrant un but. Le 24 mars 2022, Kheira Hamraoui (d'origine algérienne) dénonce publiquement le harcèlement et les menaces dont elle est victime dans le vestiaire parisien. Le 23 avril 2022, lors d'un entrainement, une altercation éclate entre elle et la joueuse Sandy Baltimore.
Les 14 et 15 septembre, quatre hommes suspectés d'être impliqués dans l'agression d'Hamroui sont placés en garde à vue. Ils reconnaissent qu'ils étaient sur les lieux de l'agression et sont mis en examen pour « association de malfaiteurs » et « violences aggravées »,. Les hommes affirment que Aminata Diallo est la commanditaire de l'agression,. Le 16 septembre 2022, Aminata Diallo est placée en détention provisoire, étant de nouveau suspectée d'avoir fait agresser Hamraoui afin de prendre son poste.  Elle est alors mise en examen pour « association de malfaiteurs » et « violences aggravées ».
L'affaire prend de l'ampleur lorsque Le Parisien révèle le rôle du « conseiller sportif »  César Mavacala au sein du Paris Saint-Germain. Il serait en effet le « conseiller » d'Aminata Diallo et de Marie-Antoinette Katoto, et le « petit ami » de Kadidiatou Diani. Il serait très impliqué dans les négociations de contrat de ces dernières. Il sera, en parallèle de l'enquête Hamraoui, arrêté et interrogé, puis mis en examen le 22 mars 2023 pour « extorsion » et « tentative d'extorsion en bande organisée ». Il est soupçonné d'avoir fait pression sur le club pour que les contrats de certaines joueuses soient prolongés, dont celui d'Aminata Diallo, et d'avoir tenté d'écarter notamment Kheira Hamraoui.
Le 17 avril 2023, le journaliste Romain Molina est entendu comme témoin par la police. Il est visé par deux plaintes pour harcèlement déposées par Hamraoui en 2022. Il est soupçonné d'avoir été « manipulé » par l'entourage d'Aminata Diallo afin de salir l'image de Kheira Hamraoui dans la presse et d'influencer une décision de justice.
Le 12 décembre 2023, la justice française confirme la validité des écoutes de police dans l'appartement et la voiture d'Aminata Diallo. Selon la presse, certains éléments « accablants » de ces écoutes nous renseignent sur le rôle de César Mavacala ainsi que sur la personnalité « inquiétante » de la joueuse. Le téléphone de cette dernière indique des recherches internet sur la manière de « casser une rotule » de genou ou fabriquer des « médicaments dangereux »,,.
Le 31 janvier 2024, la justice française annonce qu'elle jugera le journaliste Romain Molina pour diffamation à l'égard de Kheira Hamraoui. Peu de temps après l'agression de cette dernière, il avait notamment remis en cause la parole d'Hamraoui sur Youtube. L'avocat d'Hamraoui considère que le journaliste est responsable des vagues de « cyberharcèlement » qu'a subies sa cliente.

## César Mavacala
Il est présenté par la presse, en septembre 2022, comme un « agent » influent des joueuses Marie-Antoinette Katoto, Kadidiatou Diani, Oriane Jean-François et Aminata Diallo. Il aurait, selon le journal Le Parisien, conditionné la venue de Katoto au départ de Hamraoui. Par ailleurs, il aurait tenté de faire chanter Ulrich Ramé (directeur sportif du PSG de l’époque) afin d’obtenir la prolongation de contrat de Diallo, en le menaçant de dévoiler un scandale sexuel dont Didier Ollé-Nicolle (ancien entraîneur) aurait été le principal acteur. De même, la presse révèle des menaces très ciblées envers Corinne Diacre, sélectionneuse de l'équipe de France féminine. On apprend qu'il aurait également cherché des soutiens dans l'équipe masculine du PSG en se rapprochant de la mère de Kylian Mbappé, Fayza Lamari.
Au fil des enquêtes, il est avéré que César Mavacala ne possède en réalité pas de licence d'agent sportif et qu'il est en fait un simple « conseiller »,.
Le 22 mars 2023, César Mavacala est mis en examen pour extorsion et tentative d'extortion en bande organisée. Il est accusé d'avoir utilisé la contrainte et des menaces pour obtenir la fin de contrat de l’entraîneur Didier Ollé-Nicolle et un nouveau contrat de trois ans pour Marie-Antoinette Katoto. Il a, depuis, interdiction de paraître dans des lieux associés au PSG et interdiction de contacter Aminata Diallo ou Kheira Hamraoui. 
Il est également soupçonné d'avoir manipulé le journaliste Romain Molina avec l'aide d'Aminata Diallo pour salir l'image de Kheira Hamraoui dans les médias, et pour exercer du chantage sur le club parisien dans le cadre de ses négociations de contrat,.

### Racisme et tensions communautaires
Les échanges téléphoniques entre Aminata Diallo et César Mavacala sont teintés de racisme et d'une volonté « d'écarter les Arabes » du club au profit des joueuses Noires. Selon certains journalistes ayant eu accès aux écoutes, le cercle rapproché de César Mavacala afficherait des attitudes communautaristes sectaires proche du séparatisme noir et de l'afrocentrisme, ce qui aurait exacerbé les tensions entre les joueuses,.